# Théorie synergétique
Vous lisez un « bon article » labellisé en 2018.

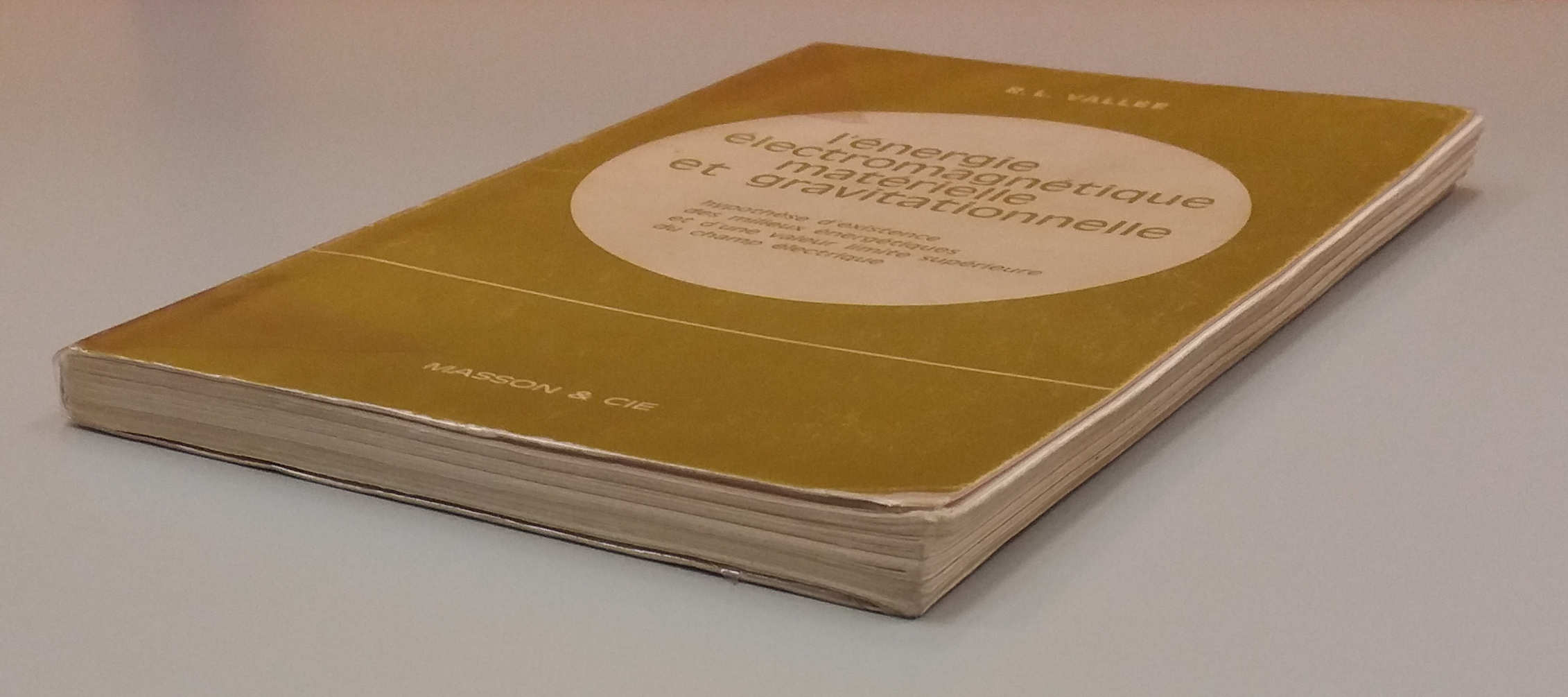
Le livre L'énergie électromagnétique matérielle et gravitationnelle de René-Louis Vallée.

La théorie synergétique ou simplement la synergétique (appelée encore la Synergie par son auteur) est une théorie pseudo-scientifique développée par René-Louis Vallée et diffusée à partir de 1971, date de la publication de son livre L'énergie électromagnétique matérielle et gravitationnelle.
Le magazine Science et Vie publie quelques articles sur le sujet, puis relate en 1975 une expérience qui aurait produit plus d'énergie que celle qui a été apportée au système : commence alors une longue controverse sur cette découverte d'une énergie libre. Dans l'année qui suit, le magazine La Recherche s'intéresse au livre de Vallée et, sur ses indications, fait faire une expérience rigoureuse à des physiciens, permettant de vérifier ou de réfuter le premier test. Les résultats se montrent négatifs : aucun excès d'énergie n'est observé.
L'analyse de la théorie elle-même révèle de nombreuses incohérences, il s'avère que l'auteur est parti de ses propres convictions pour écrire un ensemble de formules qui ne sont pas vraiment liées entre elles. En effet, Vallée était contre la physique moderne dont les développements théoriques du XXe siècle étaient devenus trop complexes à ses yeux et ne pouvaient être conformes à la réalité.
Inscrit au Cercle de physique Alexandre Dufour et soutenu par les adeptes des énergies libres jusque dans les années 2000, Vallée parvient à obtenir une certaine présence médiatique avant que la synergétique ne disparaisse de cet espace.

## Histoire

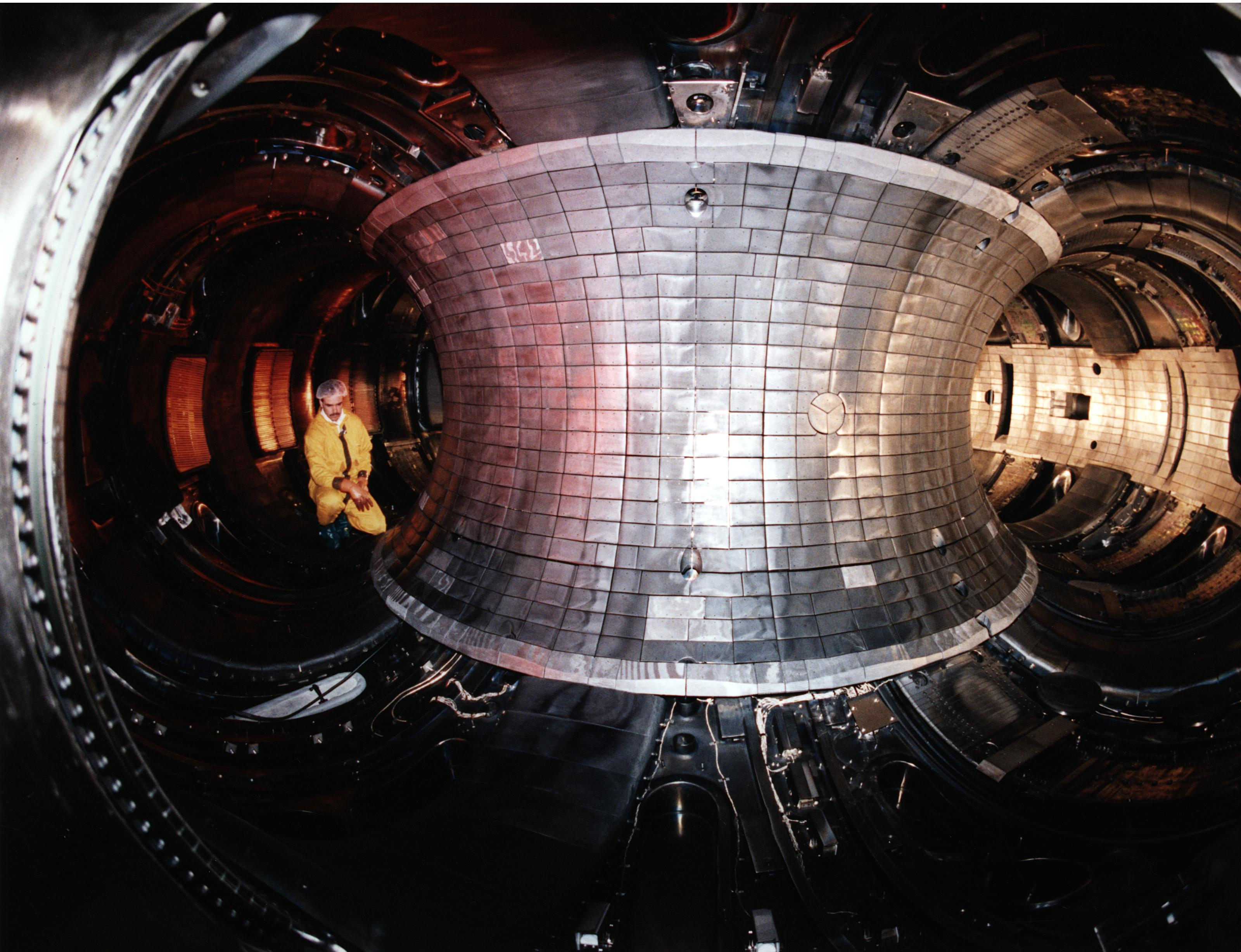
Intérieur d'un tokamak.

René-Louis Vallée (1926-2007), diplômé de Supélec en 1951, travaille pour Alsthom entre 1953 et 1958, puis pour le CEA jusqu'en 1976. Il écrit plusieurs livres liés à son métier entre 1970 et 1974.
Ayant eu Louis de Broglie comme professeur pendant ses études, il s'intéresse à la physique et développe une théorie alternative voulant unifier les quatre interactions élémentaires, à laquelle il consacrera sa vie. Il publie ainsi en 1971 un livre L'énergie électromagnétique matérielle et gravitationnelle.
Il fait partie du Cercle de physique Alexandre Dufour : en 1972 il y fait la promotion de son livre et de sa théorie lors d'une conférence. Ce cercle vise principalement à remettre en cause la physique moderne, et Vallée qui semble critiquer objectivement la physique dans ses écrits expose clairement son antirelativisme dans son discours et s'emporte en rejetant par exemple une « adoration facile de la relativité révélée ».
Face au premier choc pétrolier, il présente sa théorie comme révolutionnaire et explique que le capitalisme mondial a trop vite adopté la relativité, telle une religion. Il accuse alors plusieurs physiciens de faire « partie d'une secte philosophico-scientifique discrète », et écrit dans une lettre à La Recherche que Richard Feynman est un homme en noir.
S'étant fait licencier du CEA en 1976, il interpelle à ce sujet le ministre de l'Industrie André Giraud dans l'émission radiophonique Le téléphone sonne en 1979 pour protester contre le choix de l'énergie nucléaire au détriment de son « énergie libre ».
Le magazine Science et Vie commence à parler de la théorie synergétique dans son numéro de février 1974. Il reprend le sujet en janvier 1975, lorsque René-Louis Vallée explique l'échec des expériences de fusion nucléaire dans les tokamaks à l'aide de sa théorie, la science traditionnelle n'ayant alors aucune explication rationnelle.
En 1976, un comité de soutien à Vallée se forme, qui mène à la création de l'association SEPED (Société pour l'étude et la promotion de l'énergie diffuse) active entre 1976 et 1984.
En 1978, pendant le débat sur le nucléaire en France, René Barjavel, militant antinucléaire, soutient Vallée dans sa Lettre ouverte aux vivants et à ceux qui veulent le rester ; il écrit : « Sa théorie bousculait les habitudes de pensée et de travail qui sont, depuis un demi-siècle, fondées sur la relativité. [...] Einstein et ses condisciples prétendaient que les véhicules de l'espace ne pourraient jamais dépasser c. Cet obstacle s'est effacé ».
Vallée proteste sur le fait que personne ne s'intéresse à la synergétique et dénonce un complot de la science officielle, du capitalisme mondial ou encore de l'Organisation sioniste mondiale qui bloquent les progrès scientifiques, comme il l'a écrit le 21 mai 1986 dans une lettre à Jacques Chirac, alors Premier ministre,.
N'ayant pas réussi à promouvoir sa théorie par les canaux habituels, il profite de l'arrivée d'Internet pour continuer à diffuser ses idées.
En 2000, il est membre de l'Académie des sciences de New York et écrit la préface d'un document scientifique parlant de sa théorie, nommée alors GUST pour Grand Unified Synergetic Theory (Grande Théorie unifiée de la synergétique).
Le concept d'énergie libre suit son chemin, même si les travaux de Vallée sont oubliés. Un institut dédié est créé en Suisse en 2003, le GIFNET (Global Institute For New Energy Technologies), dont le directeur français Jean-Luc Naudin est un défenseur de la théorie synergétique. L'institut GIFNET n'a aujourd'hui plus de site internet.

## Définitions
Les termes de Synergie et de théorie Synergétique sont soumis par Vallée au Comité d'études des termes techniques français de l'Académie française en 1973. Dans son livre de 1971, seul apparaît celui de potentiel synergétique, défini par :
{\displaystyle V=c^{2}}, carré de la vitesse de propagation des ondes électromagnétiques dans le vide de matière.
Les mots de synergétique et théorie synergétique sont largement repris par le magazine Science et Vie, sans majuscule, qui décrit le générateur (ou pile) synergétique censé matérialiser l'énergie diffuse présente dans l'Univers.
Vallée parle de « l'énergie électromagnétique diffuse qui parcourt l'immensité de l'Univers », qu'il sera possible d'exploiter lorsque l'on aura une meilleure connaissance des propriétés de la matière, depuis des « milieux énergétiques diffus ».
Cette notion centrale de la théorie synergétique donne son nom à la SEPED, Société pour l'étude et la promotion de l'énergie diffuse (active moins d'une dizaine d'années).

## La Synergie

Photon isolé selon la loi de matérialisation.

René-Louis Vallée critique la complexité de la théorie de la relativité restreinte, mais se sert abondamment de ses concepts : il pose en particulier une Synergie ou énergie totale de formule S = mc2, identique à celle d'Albert Einstein, mais qui inclut en plus de l'énergie du système l'énergie diffuse du milieu dans lequel se trouve le système. Par contre, les autres propriétés s'y opposent : pour lui l'espace est euclidien, le temps universel et la vitesse de la lumière non constante. Il intègre aussi la gravitation comme force d'origine électromagnétique alors qu'Einstein améliore sa compréhension sans pouvoir lui donner d'explication.

### Lois
La synergétique propose deux hypothèses de conversion entre énergie et matière : la « loi de matérialisation » qui transforme l'énergie en matière, et la « valeur limite supérieure du champ électrique » qui transforme la matière en énergie quand un champ atteint la valeur de 39 × 1015 V/m. Ces lois sont en fait des hypothèses, et Vallée décrit la loi de matérialisation comme « une loi fondamentale de la nature qui manquait aux lois physiques connues ».
Vallée découvre une « source inépuisable d'énergie cosmique » disponible partout. Il affirme que la matière est une forme de cette énergie diffuse « piégée localement », dont l'explication réside dans son hypothèse de valeur limite du champ électrique.

### L'énergie diffuse
René-Louis Vallée pense que l'Univers est rempli d'une « énergie diffuse » colossale et cachée qui peut expliquer tous les phénomènes physiques, les particules élémentaires représentant des états particuliers de cette énergie.
Dans le chapitre 9 de son livre, « La gravitation et le rayonnement cosmique trouvent une origine commune dans l'énergie électromagnétique diffuse », il postule que la vitesse de la lumière varie selon le milieu diffus où elle se propage, et obtient une formule d'« équivalence énergétique des champs de gravitation » :
{\displaystyle {\frac {\delta W}{\delta t}}=\rho _{0}-{\frac {1}{8\pi {k}}}(\gamma )^{2}}
Selon lui : « un calcul simple montre qu'un mètre cube d'espace vide de matière à la surface de la Terre contient, sous forme d'énergie diffuse 57 000 Mégajoules de moins qu'un mètre cube d'espace interstellaire ».
Cette formule est, à un facteur près, pareille à celle de l'énergie potentielle gravitationnelle. La constante ajoutée, {\displaystyle \rho _{0}}, est la densité d'énergie du milieu diffus vide de matière, mais la théorie ne sait pas la calculer et Vallée se borne à en donner des ordres de grandeur.

### Expériences
En 1975, le Belge Eric d'Hoker réalise à Mortsel la première expérience basée sur la théorie synergétique. Les résultats montrent que l'énergie produite est quatre fois supérieure à celle qui a été injectée en entrée. Elle consiste à charger un condensateur avec une batterie pour en décharger le courant électrique à travers un bâton de graphite. L'excès d'énergie serait dû à une réaction expliquée uniquement par la synergétique qui transforme un atome de carbone 12 en un atome de bore 12 radioactif en faisant retomber un électron sur le noyau ; ce dernier se transforme à nouveau en carbone par radioactivité β libérant alors un supplément d'énergie.
Une seconde expérience cherchant à vérifier la première est menée le 23 janvier 1976 par Francis Kovacs à l'UFR de physique de Paris 7. Menée de façon plus rigoureuse en utilisant les paramètres fournis par René-Louis Vallée, elle vise à confirmer un surplus d'énergie et à le transformer en courant électrique directement consommable : un condensateur décharge un courant à travers un tube de verre rempli de graphite en poudre, entouré d'un tore bobiné récupérant un courant secondaire visualisé par un oscilloscope. Elle étudie la décharge dans trois configurations : sans champ magnétique (dû à un courant traversant le graphite), avec un champ magnétique allant dans le sens du courant électrique ou allant en sens inverse. Dans tous les cas, le résultat est conforme à la prévision fournie par la loi de Lenz-Faraday et ne montre donc aucun effet « synergétique ».

## Critiques
Selon René-Louis Vallée, la théorie synergétique permet d'exploiter une énergie inépuisable depuis tout point de l'espace avec un appareil simple et peu coûteux. L'article de Science et Vie publié en novembre 1975 affirme au résultat d'une seule expérience que la théorie de Vallée est validée et s'indigne du fait qu'aucun physicien ne s'y intéresse,.
À la suite de la vérification faite en 1976 par des physiciens qui s'est révélée négative, Michel de Pracontal compare la synergétique à une version moderne du mouvement perpétuel : les deux promettent une énergie gratuite surgie de nulle part.
L'auteur de la contre-expérience, Jean-Marc Lévy-Leblond, est très critique envers René-Louis Vallée qui imagine une conspiration contre sa théorie : la raison est plus simple, il est inutile de réfuter la théorie synergétique puisque c'est une pseudo-science, non formalisée et non prédictive. En effet, le corpus théorique de Vallée est difficile à comprendre, Lévy-Leblond la compare même à la calligraphie particulière de Saul Steinberg, faite de signes connus mais incompréhensible dans sa globalité.
Le but de René-Louis Vallée est apparemment de créer une théorie du tout et la synergétique serait « une théorie énergétique quantique et gravitationnelle » qui rend son objectivité à la science en devenant « ainsi accessible à la compréhension par le plus grand nombre ».
Mais cette théorie n'a rien de scientifique, sa clarté annoncée disparaît à la lecture de son texte, et aucune expérience n'a été menée par Vallée pour valider les lois qu'il a créées.

## Postérité
La théorie synergétique qui a été portée par les partisans de l'énergie libre des années 1970 au début des années 2000, a eu une célébrité brève entre le moment où le magazine Science et Vie s'est emparé du sujet et celui où La Recherche l'a définitivement réfutée. Depuis, c'est devenu un exemple d'alterscience selon les termes d'Alexandre Moatti et une imposture scientifique selon Michel de Pracontal.
Alexandre Moatti compare René-Louis Vallée à Maurice Allais qui s'est intéressé sur le tard à la physique et a publié à 86 ans sa première théorie sur le sujet. Allais est connu pour avoir contesté la théorie de Newton puis celle d'Einstein. Mais c'est à Nicolas Tesla et son concept d'énergie libre qu'il associe la synergétique : ingénieur mondialement reconnu, Tesla a au début du XXe siècle cherché à transporter l'électricité sans câble, puis imaginé capter l'énergie du rayonnement cosmique. Alors que les rayons X ont été découverts en 1895, il refuse de croire à l'idée d'énergie contenue dans la matière et annonce en 1931 avoir construit un « récepteur d'énergie cosmique » puis fait rouler une voiture avec. Enfin, tout comme Vallée après lui, il a rejeté une science trop théorique, affirmé que la théorie de la relativité était fausse et annoncé une « théorie unitaire de la gravitation » expliquant simplement l'origine de cette force et niant l'espace courbe d'Einstein.